# Rhynchomicropteron silvestrii
Rhynchomicropteron silvestrii är en tvåvingeart som beskrevs av Ronald Henry Lambert Disney 1990. Rhynchomicropteron silvestrii ingår i släktet Rhynchomicropteron och familjen puckelflugor. Inga underarter finns listade i Catalogue of Life.